# الشعابي (بعدان)

تعديل مصدري - تعديل

الشعابي هي إحدى قرى عزلة حيسان بمديرية بعدان التابعة لمحافظة إب، بلغ تعداد سكانها 203 نسمة حسب تعداد اليمن لعام 2004.